# 亞歷山德魯夫縣

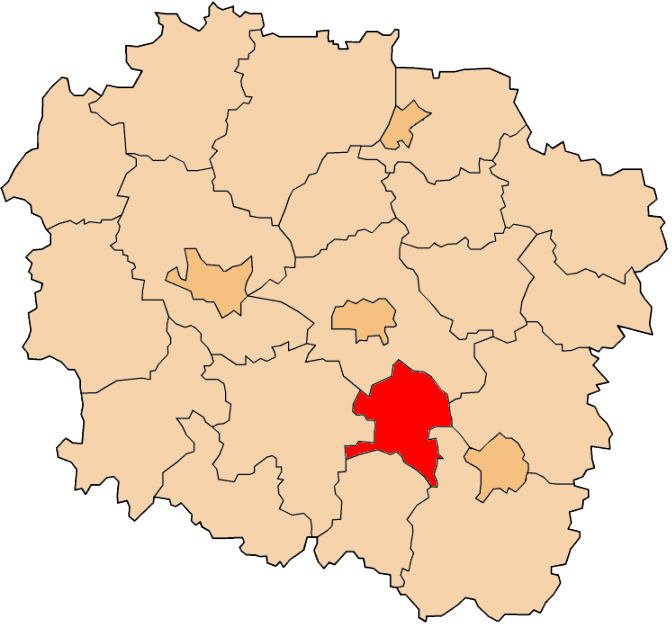

52°52′N 18°42′E / 52.867°N 18.700°E
亞歷山德魯夫縣（波蘭語：Powiat aleksandrowski），是波蘭的縣份，位於該國中北部，由庫亞維-波美拉尼亞省負責管轄，首府設於庫亞維地區亞歷山德魯夫，面積476平方公里，2010年人口55,352，人口密度每平方公里120人。